# 涞源鹅观草
涞源鹅观草（学名：Roegneria aliena）为禾本科鹅观草属下的一个种。

## 扩展阅读
- 維基物種上的相關：涞源鹅观草